# Ernest Archer
Pour les articles homonymes, voir Archer (homonymie).
Ernest Archer, dit « Ernie » Archer, né le 26 juillet 1910 et mort le 27 juillet 1990, est un chef décorateur britannique.
Il est notamment connu pour avoir remporté l'Oscar des meilleurs décors pour Nicolas et Alexandra (1971) — avec John Box, Jack Maxsted, Gil Parrondo et Vernon Dixon — et sa nomination dans la même catégorie pour 2001, l'Odyssée de l'espace (1968).